# 道志村
道志村（日语：／ Dōshi mura */?）是位於日本山梨縣東南端的村，隸屬於南都留郡。道志川流經村內的中央地帶並往東流，當地人口則集中在該河川與國道413號的沿線地區。道志村在中世紀由小山田氏統治，至江戶時代則變成江戶幕府的天領。當地在消費活動、向外通勤與就學上較依賴西邊的都留市與富士吉田市等地。而橫濱市自來水的水源之一即位於流經村內的道志川。

## 地理

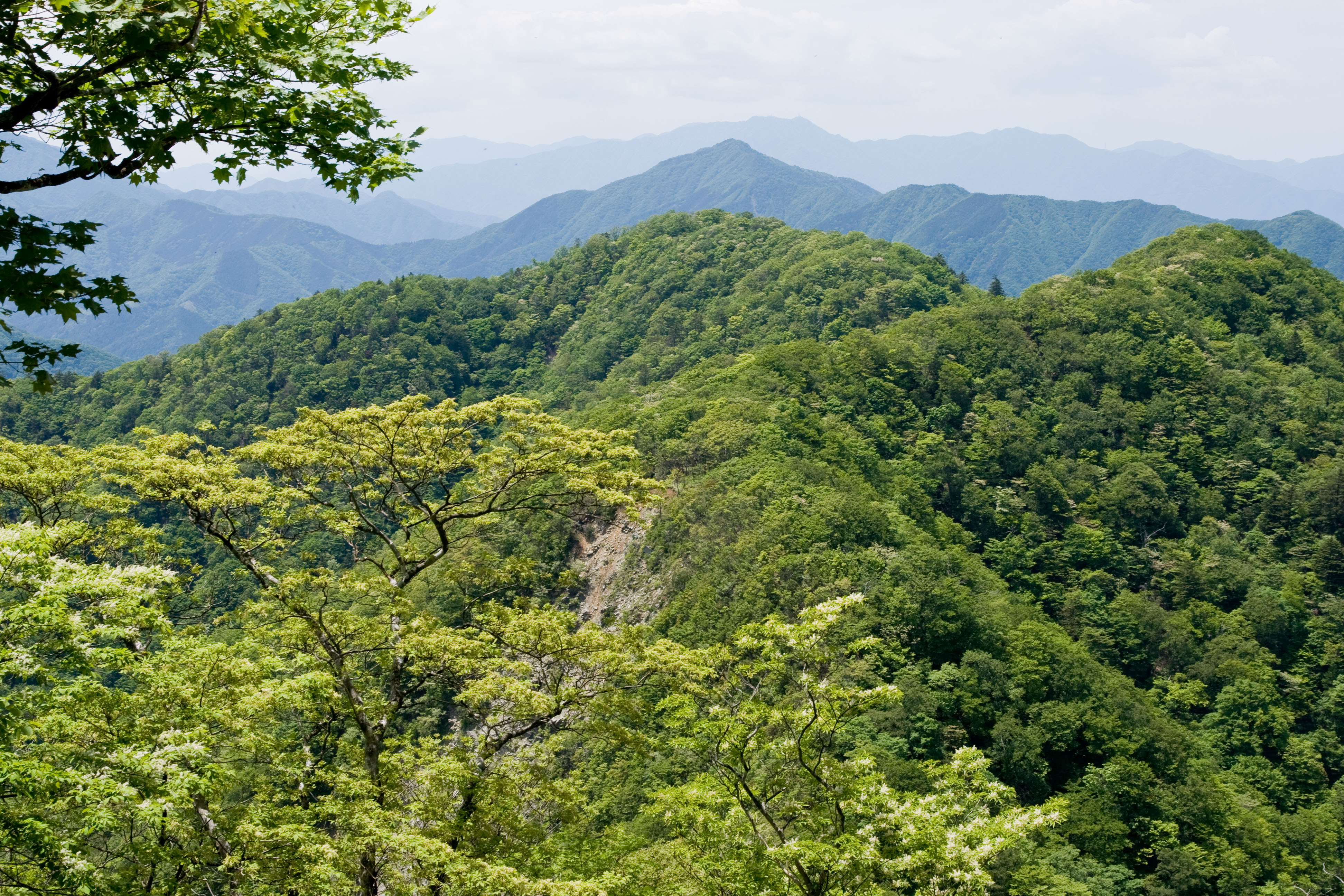
加入道山

道志村內約93.8%的面積被林野覆蓋，其中38.4%為橫濱市水道局負責管理的水源涵養林；其餘僅0.6%的面積為住宅用地。轄區為東西狹長狀，並且地處山梨縣與神奈川縣的交界地帶。北部坐落著御正體山、今鞍山、菜畑山等相連的山岳，西邊以山伏峠與山中湖村接壤。南部則隔著大室山與神奈川縣山北町相鄰，同時也坐落著菰釣山、加入道山、大界木山等山岳。發源於山伏峠的道志川流經村內的中央地帶並往東流。

### 氣候
由於道志村地處內陸地區，因此其日溫差和年溫差皆較大，且和山梨縣的中心地區相比較為涼冷且多雨。根據統計，2011年至2023年，道志村的年均溫約為12.1℃，年均降雨量則為2052毫米。當地的降雨主要集中在9月。

## 歷史
道志村自古時便有人類居住。根據當地的村志「道志七里」的記載，村內曾出土過屬於繩紋時代草創期至晚期的土器碎片和箭鏃等文物。昭和時代初期則在岩瀨地區的水田中發掘出彌生時代的環狀石陣。關於村名「道志」的起源有諸多說法，但根據江戶時代編篡的地方志「甲斐國志」記載，當地在平安時代據信是一位名為「道志」的檢非違使的領地。包含道志地區的地域在平安時代至中世紀被稱為郡內，並由小山田氏負責治理。而小山內氏與統治甲斐國的武田氏之間的關係相當密切。
江戶時代，當地改由秋元氏統治。秋元氏在寬文年間（1661年至1673年）鼓勵當地居民生產織物，並使紡織業逐漸成為郡內地區的主要產業。寶永元年（1704年），秋元喬知轉封至武藏國的川越藩，郡內地區變成江戶幕府的天領，並且因紡織業和養蠶業而相當繁榮。
明治22年（1889年）7月，日本在當地實施町村制，並設置現今的道志村。明治30年（1897年），橫濱市將其上水道的取水口自相模川移至流經村內的道志川，並於大正5年（1916年）收購村內的恩賜森林，由橫濱市水道局將該森林作為水源涵養林管理至今。

## 人口
道志村的總人口數在1936年至1955年間呈現增加的趨勢，1955年則達到最高峰3372人。但由於村內的就業人口在日本戰後經濟奇蹟時期多向外就業，加上當地的出生人口也持續減少，使總人口數在1956年後呈現逐年減少的趨勢。而根據2015年的日本國勢調查統計，當地的高齡人口占比為33%。
| 道志村人口分布圖 |                                               |  |
| 道志村與日本全國年齡別人口分布比較圖 （2005年資料） | 道志村的年齡、男女別人口分布圖 （2005年資料） |  |
| ■紫色是道志村 ■綠色是全国 | ■藍色是男性 ■紅色是女性                       |  |
| 道志村人口變化 \| 1970年 \| 2,627人 \| \| \| 1975年 \| 2,424人 \| \| \| 1980年 \| 2,231人 \| \| \| 1985年 \| 2,141人 \| \| \| 1990年 \| 2,150人 \| \| \| 1995年 \| 2,153人 \| \| \| 2000年 \| 2,087人 \| \| \| 2005年 \| 2,051人 \| \| \| 2010年 \| 1,919人 \| \| \| 2015年 \| 1,743人 \| \| \| 2020年 \| 1,607人 \| \| |                                               |  |
| 資料來源：日本總務省統計中心提供之人口普查數據 |                                               |  |
| 1970年 | 2,627人                                       |  |
| 1975年 | 2,424人                                       |  |
| 1980年 | 2,231人                                       |  |
| 1985年 | 2,141人                                       |  |
| 1990年 | 2,150人                                       |  |
| 1995年 | 2,153人                                       |  |
| 2000年 | 2,087人                                       |  |
| 2005年 | 2,051人                                       |  |
| 2010年 | 1,919人                                       |  |
| 2015年 | 1,743人                                       |  |
| 2020年 | 1,607人                                       |  |

## 行政
現任村長長田富也於2021年7月在選舉中第2次成功連任，其任期將持續至2025年7月。

## 經濟

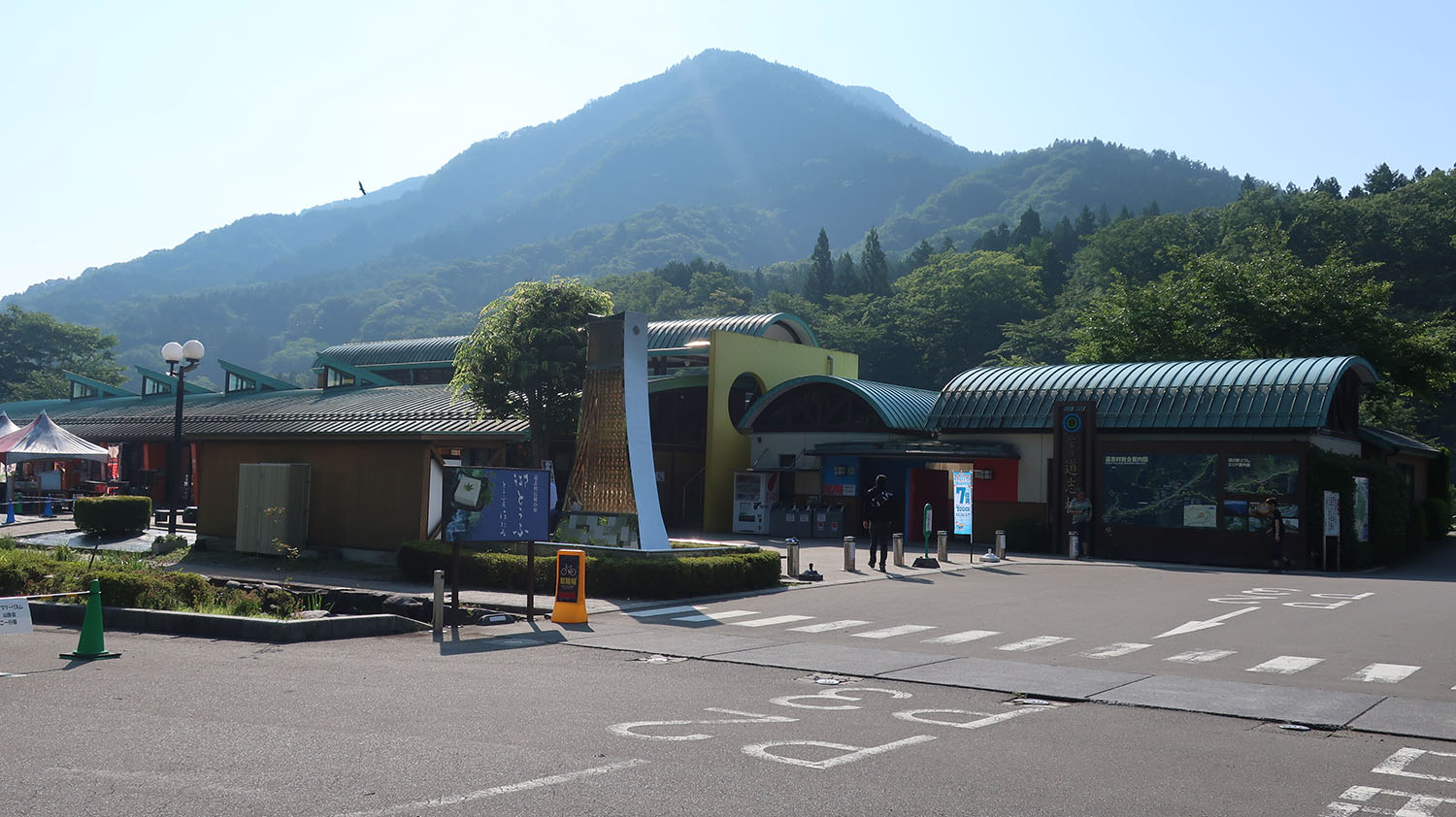
道之驛道志

根據日本2015年的國勢調查統計，道志村的就業人口中約9.7%從事第一級產業，37.5%的就業人口從事第二級產業，其餘的52.8%則從事第三級產業。當地的產業以旅遊業和服務業為主，村內擁有許多露營地與住宿設施。道志村也盛行種植西洋菜，為日本國內最大的西洋菜生產地。
由於道志村內擁有道之驛道志以及露營地等旅遊設施，因此吸引許多遊客前來。根據統計，2002年至2014年，當地每年約有94.9萬至114.9萬名遊客到訪。

## 教育
道志村內共有1所小學校與1所中學校，分別為道志小學校與道志中學校。根據2024年4月的統計，村內共有52名小學生和25名中學生。

## 交通

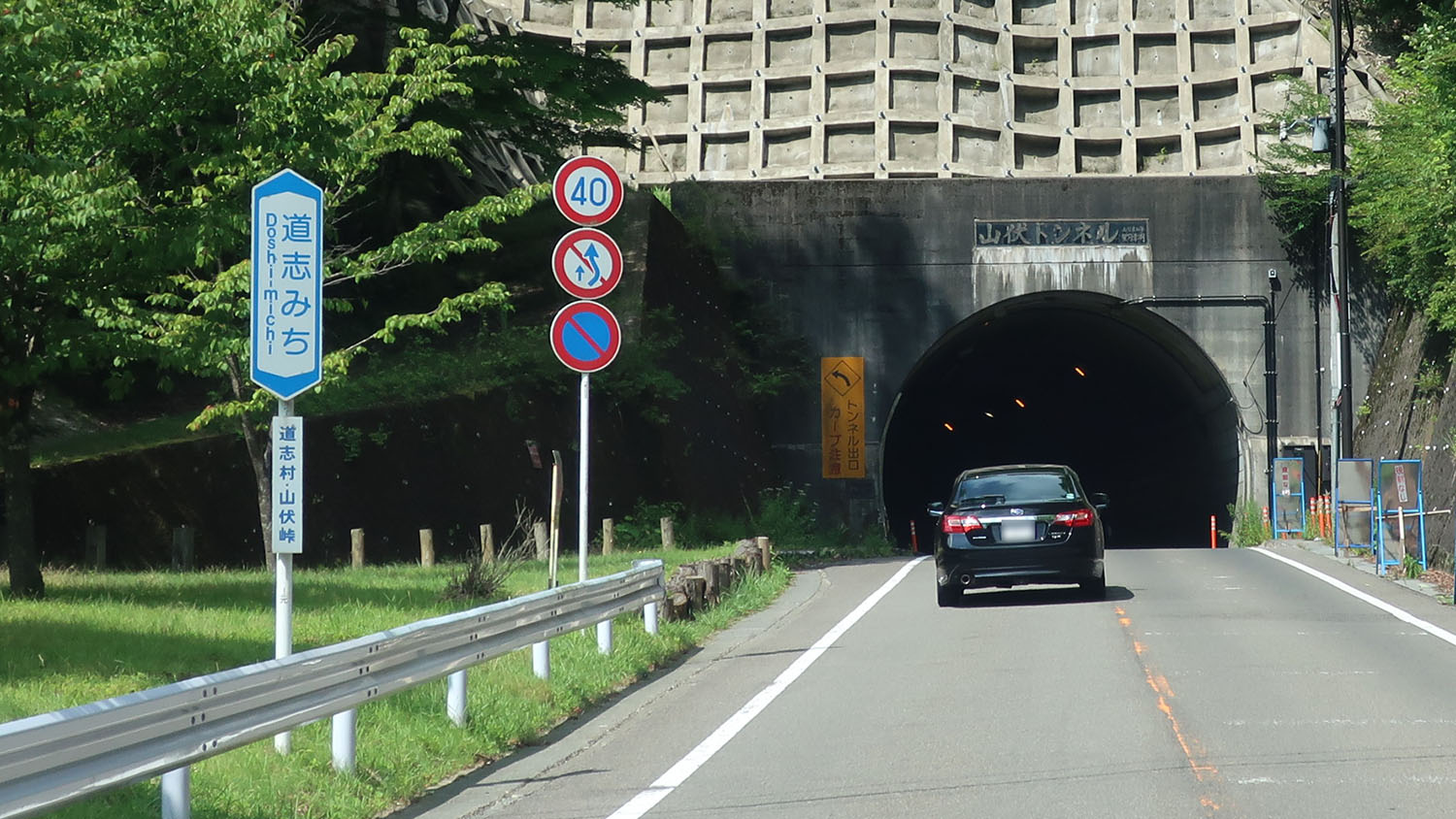
國道413號

國道413號沿著流經村內的道志川延伸，為當地的主要幹道；與國道413號交會的山梨縣道24號則是連接道志村與都留市和中央自動車道的重要聯外道路。而富士急行巴士和神奈川中央交通均有在村內運行的巴士。

## 友好城市
道志村與以下日本行政區有簽署友好交流協定:
| 市町村 | 都道府縣 | 締結日期      |
| ------ | -------- | ------------- |
| 橫濱市 | 神奈川縣 | 2004年6月22日 |